# Kavala (unità periferica)
L'unità periferica di Kavala (in greco Περιφερειακή ενότητα Καβάλας?) è una suddivisione amministrativa della periferia della Macedonia Orientale e Tracia con 124.917 abitanti al censimento 2011.
È stata istituita nel gennaio 2011 a seguito della riforma amministrativa detta Programma Callicrate e comprende parte della vecchia prefettura di Kavala.

## Geografia antropica

### Suddivisioni amministrative
L'unità periferica è suddivisa in 3 comuni. Il numero tra parentesi indica la posizione del comune nella cartina.
- Kavala (1)
- Nestos (2)
- Pangaio (3)